# Championnats d'Afrique de badminton 2021
Navigation
Le Caire 2020 Kampala 2022
Les championnats d'Afrique de badminton 2021, vingt-cinquième édition des championnats d'Afrique de badminton, se déroulent du 26 octobre au 28 octobre 2021 à Kampala, en Ouganda, à la suite du Championnat d'Afrique de badminton par équipes mixtes 2021.

## Médaillés
| Épreuve       | Or                                 | Argent                             | Bronze                                       |
| ------------- | ---------------------------------- | ---------------------------------- | -------------------------------------------- |
| Simple hommes | Adham Hatem Elgamal                | Ahmed Salah                        | Mohamed Mostafa Kamel                        |
| Simple hommes | Adham Hatem Elgamal                | Ahmed Salah                        | Kalombo Mulenga                              |
| Simple dames  | Johanita Scholtz                   | Doha Hany                          | Célia Mounib                                 |
| Simple dames  | Johanita Scholtz                   | Doha Hany                          | Fadilah Shamika Mohamed Rafi                 |
| Double hommes | Koceila Mammeri Youcef Sabri Medel | Abdelrahman Abdelhakim Ahmed Salah | Jarred Elliott Robert Summers                |
| Double hommes | Koceila Mammeri Youcef Sabri Medel | Abdelrahman Abdelhakim Ahmed Salah | Kenneth Comfort Mwambu Israel Wanagalya      |
| Double dames  | Amy Ackerman Johanita Scholtz      | Célia Mounib Tanina Mammeri        | Fadilah Shamika Mohamed Rafi Tracy Naluwooza |
| Double dames  | Amy Ackerman Johanita Scholtz      | Célia Mounib Tanina Mammeri        | Husina Kobugabe Gladys Mbabazi               |
| Double mixte  | Koceila Mammeri Tanina Mammeri     | Adham Hatem Elgamal Doha Hany      | Robert White Deidre Laurens Jordaan          |
| Double mixte  | Koceila Mammeri Tanina Mammeri     | Adham Hatem Elgamal Doha Hany      | Jarred Elliott Amy Ackerman                  |